# Basajaun
Dans la mythologie basque, Basajauna (prononcé « bachayaouna »), Basa Jauna ou Baxajauna, au pluriel Basajaunak, est une créature à moitié homme, sauvage (c'est le sens de basa), corpulente et couverte de poils, associée aux Pyrénées basques et particulièrement à la forêt d'Iraty. Il est le compagnon de Basandere. Il pénètre parfois dans les maisons ou les bergeries, se sert sans vergogne de la nourriture préparée, sans que les humains n'osent intervenir. Il inspire crainte et respect.

## Étymologie
En basque, Basajaun signifie littéralement « seigneur sauvage ». Par ses caractères physiques et son comportement, il s'apparente aux « hommes sauvages » de nombreuses traditions européennes ou aux sylvains (Sylvanus), protecteurs antiques de la nature et des activités agro-pastorales, et à de nombreux monstres légendaires à forme humaine de la plupart des cultures traditionnelles et plus particulièrement des régions montagneuses (yéti, almasty, sasquatch, etc.). L'entité est complexe, multiple et mal définie. 

## Habitat
Les Basajaunak,  « Seigneur des bois » vivent dans les montagnes forestières du Pays basque. Ils élisent domicile dans le sol, dans des grottes et cavernes. Dans le sens basque, il s'agit d'une galerie qui met en communication le monde extérieur et le monde souterrain. Celles-ci sont si vastes qu'elles font penser à d'immenses châteaux.

## Caractéristiques
Les caractéristiques du Basajaun sont mal définies : selon les lieux et les époques, tantôt un géant, tantôt une sorte de lutin - le Basajaun se rapproche alors d'un lamina.  Les contes plus récents s'accordent pour le décrire bien bâti, fort et agile, les cheveux jusqu'aux genoux, velu tel un animal et souvent comparé à l'ours (mi-homme, mi-ours). Par assimilation à un autre personnage basque, Tartaro, Basajaun est doté d' un œil unique de cyclope et son rôle est alors souvent néfaste. On donne souvent à l'un et à l'autre le nom d'Anxo. Les empreintes laissées dans la neige par un Basajaun sont facilement reconnaissables : un pied d'homme à côté d'un pied de cheval. Selon certaines légendes plus rares, les Basajaunak seraient extrêmement rapides à la course. Pourtant, ils doivent s'appuyer sur un bâton. 
Dans une histoire mythique intitulée « Basajaun et San Martin », Basajaun est présenté comme le premier forgeron, auprès duquel les hommes ont appris le métier, grâce aux ruses de San Martin, qui a réussi à le tromper.
Le Basajaun pénètre parfois dans les maisons ou les bergeries, se sert sans vergogne de la nourriture préparée, sans que les humains n'osent intervenir. Il inspire crainte et respect. Mais comme génies ruraux, les Basajaunak sont également considérés comme des protecteurs et gardiens des troupeaux : si l'orage ou le loup surviennent, Basajaun crie pour avertir le berger. 
Dans d'autres récits populaires encore, les Basajaunak sont les premiers à avoir cultivé la terre et les êtres humains obtinrent le droit de cultiver la terre lorsqu'un jour un homme (souvent Martin Txiki) gagne un pari contre un Basajaun. Ou il aurait alors volé des graines au Basajaun en train de semer et serait revenu vers les siens pour leur enseigner l'agriculture. D'autres fois, les Basajaunak font figure de premiers forgerons, de premiers meuniers. À l'instar d'un Prométhée dans chaque cas, un secret essentiel leur est dérobé par les hommes. Selon d'autres contes encore, les Basajaunak se servent de la scie, alors inconnue des Basques, et dont la lame leur avait été inspirée par la forme dentelée d'une feuille de châtaignier. 
Les Basajaunak sont aussi présentés comme un archétype des Gentils ou Jentilak, peuples d'avant le christianisme, détenteurs de secrets, chassés par la nouvelle religion.

## Rencontres entre Basajaun et êtres humains

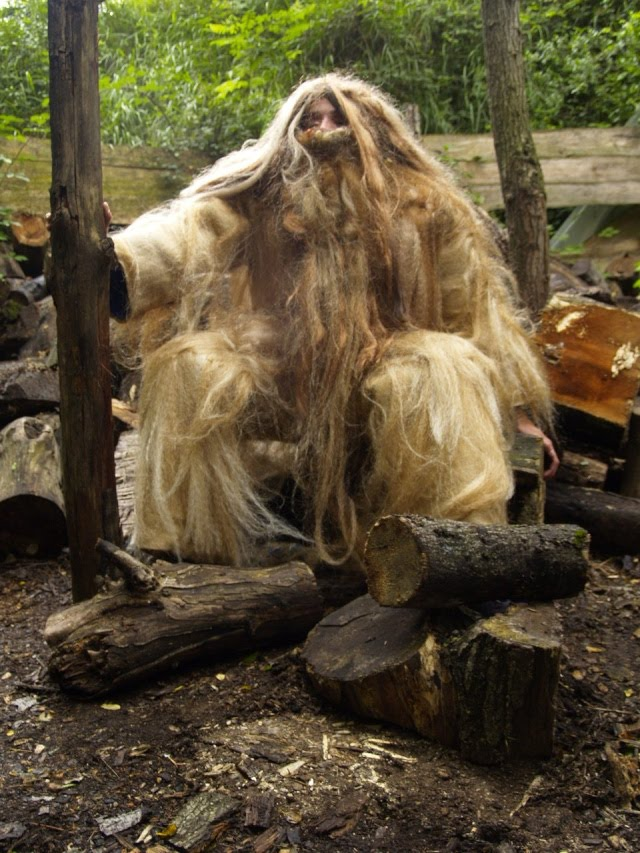
Cosplay d'un Basajauna

Les contes mettent en scène des rencontres entre des humains et le Basajaun. 
Les enfants naissant de l'union d'un Basajaun et d'une humaine se nomment des hachkos.
Pour échapper au Basajaun, il faut avoir recours à divers expédients. Le Basajaun, comme à peu près toutes les créatures mythiques, est arrêté et perd tout pouvoir devant les signes religieux chrétiens : son des cloches de l'église, croix, chapelles ou sanctuaires ruraux, etc.
Selon d'autres légendes, le Basa Jaun aime les énigmes et les jeux d'esprit. Mais son manque de perspicacité le force à réfléchir si longtemps que ses victimes ont tout le temps de s'enfuir. 
Dans le cas extrême, on éventre Herensugue (le serpent à sept têtes qui protège les Basa Jaunak). Un lièvre s'échappe de son ventre et il faut le saisir par les deux oreilles. Du ventre du lièvre s'envole une colombe qu'il faut tenir jusqu'à ce qu'elle ponde un œuf. Il faut alors heurter le front du Basajaun avec l’œuf afin qu'il s'écroule à terre, mort. Cette recette classique (l'œuf dans une série d'animaux imbriqués les uns dans les autres) se retrouve dans un grand nombre de contes européens et figure dans un conte recueilli par Jean-François Cerquand.

## Spéculations sur l'origine
Les légendes concernant des hommes sauvages existaient dans toute l'Europe bien avant ces mentions particulières.
En 1754, Jean-Jacques Rousseau parle d'hommes sauvages des Pyrénées dans son Discours sur l'origine et les fondements de l'inégalité parmi les hommes. En 1776, l’ingénieur de la Marine royale Paul-Marie Leroy, chargé de l’exploitation des forêts d’Aspe et d'Iraty, fait part dans son mémoire d'un homme d’une trentaine d’années, poilu comme un ours, que les bergers pensaient être un enfant sauvage. 
Si Carl von Linné, inventeur de la classification taxonomique (XVIIIe s.), classe ces humains marchant à quatre pattes, ne sachant pas parler et velus, en une espèce Homo ferus (homme sauvage), le cryptozoologue contemporain Florent Barrère rapproche la légende du Basajaun, d'hypothétiques Homininae reliques qui auraient perduré en petit nombre jusqu'au XIXe siècle, voire jusqu'à aujourd'hui ; rien n'a encore permis de le confirmer.
Ainsi, les histoires sur les Basajaunak, comme celles de Jean de l'Ours et en général des hommes sauvages, tireraient leur origine de la rencontre des proto-Basques arrivés il y a environ 40 000 ans, avec les derniers Néandertaliens alors en voie d'extinction. Le Basajaun de la mythologie basque pourrait avoir ses racines dans les rencontres que les prédécesseurs du peuple basque ont eu avec les Néandertaliens. Cette hypothèse est incompatible avec la transmission par Basajaunak de l'agriculture aux hommes, celle-ci étant totalement étrangère aux Néandertaliens et développée quelques dizaines de milliers d'années après leur disparition totale avec l'émergence des pratiques néolithiques.

## Arbre généalogique
| Princesse de Mundaka | Princesse de Mundaka | Princesse de Mundaka | Princesse de Mundaka | Princesse de Mundaka              | Princesse de Mundaka              |                                   |                                   |                                   |                                   | Sugaar (Feu, serpent) | Sugaar (Feu, serpent) | Sugaar (Feu, serpent)               | Sugaar (Feu, serpent)     | Sugaar (Feu, serpent)     | Sugaar (Feu, serpent)     |                           |                           |  |  |                      |                      | Mari (Déesse)        | Mari (Déesse)        | Mari (Déesse)        | Mari (Déesse)        | Mari (Déesse) | Mari (Déesse) |                                 |                                 |                                 |                                 |                                       |                                       |                                       |                                       | Amalur (La Terre Mère)                | Amalur (La Terre Mère)                | Amalur (La Terre Mère)       | Amalur (La Terre Mère)       | Amalur (La Terre Mère)              | Amalur (La Terre Mère)              |                                     |                                     |                                     |                                     |  |  |
| Princesse de Mundaka | Princesse de Mundaka | Princesse de Mundaka | Princesse de Mundaka | Princesse de Mundaka              | Princesse de Mundaka              |                                   |                                   |                                   |                                   | Sugaar (Feu, serpent) | Sugaar (Feu, serpent) | Sugaar (Feu, serpent)               | Sugaar (Feu, serpent)     | Sugaar (Feu, serpent)     | Sugaar (Feu, serpent)     |                           |                           |  |  |                      |                      | Mari (Déesse)        | Mari (Déesse)        | Mari (Déesse)        | Mari (Déesse)        | Mari (Déesse) | Mari (Déesse) |                                 |                                 |                                 |                                 |                                       |                                       |                                       |                                       | Amalur (La Terre Mère)                | Amalur (La Terre Mère)                | Amalur (La Terre Mère)       | Amalur (La Terre Mère)       | Amalur (La Terre Mère)              | Amalur (La Terre Mère)              |                                     |                                     |                                     |                                     |  |  |
|                      |                      |                      |                      |                                   |                                   |                                   |                                   |                                   |                                   |                       |                       |                                     |                           |                           |                           |                           |                           |  |  |                      |                      |                      |                      |                      |                      |               |               |                                 |                                 |                                 |                                 |                                       |                                       |                                       |                                       |                                       |                                       |                              |                              |                                     |                                     |                                     |                                     |                                     |                                     |  |  |
|                      |                      |                      |                      |                                   |                                   |                                   |                                   |                                   |                                   |                       |                       |                                     |                           |                           |                           |                           |                           |  |  |                      |                      |                      |                      |                      |                      |               |               |                                 |                                 |                                 |                                 |                                       |                                       |                                       |                                       |                                       |                                       |                              |                              |                                     |                                     |                                     |                                     |                                     |                                     |  |  |
|                      |                      |                      |                      | Jaun Zuria (Seigneur des Basques) | Jaun Zuria (Seigneur des Basques) | Jaun Zuria (Seigneur des Basques) | Jaun Zuria (Seigneur des Basques) | Jaun Zuria (Seigneur des Basques) | Jaun Zuria (Seigneur des Basques) |                       |                       | Mikelats (Mauvais esprit)           | Mikelats (Mauvais esprit) | Mikelats (Mauvais esprit) | Mikelats (Mauvais esprit) | Mikelats (Mauvais esprit) | Mikelats (Mauvais esprit) |  |  | Atarabi (Bon esprit) | Atarabi (Bon esprit) | Atarabi (Bon esprit) | Atarabi (Bon esprit) | Atarabi (Bon esprit) | Atarabi (Bon esprit) |               |               |                                 |                                 |                                 |                                 | Eguzki Amandre (La grand-mère soleil) | Eguzki Amandre (La grand-mère soleil) | Eguzki Amandre (La grand-mère soleil) | Eguzki Amandre (La grand-mère soleil) | Eguzki Amandre (La grand-mère soleil) | Eguzki Amandre (La grand-mère soleil) |                              |                              | Ilargi Amandre (La grand-mère lune) | Ilargi Amandre (La grand-mère lune) | Ilargi Amandre (La grand-mère lune) | Ilargi Amandre (La grand-mère lune) | Ilargi Amandre (La grand-mère lune) | Ilargi Amandre (La grand-mère lune) |  |  |
|                      |                      |                      |                      | Jaun Zuria (Seigneur des Basques) | Jaun Zuria (Seigneur des Basques) | Jaun Zuria (Seigneur des Basques) | Jaun Zuria (Seigneur des Basques) | Jaun Zuria (Seigneur des Basques) | Jaun Zuria (Seigneur des Basques) |                       |                       | Mikelats (Mauvais esprit)           | Mikelats (Mauvais esprit) | Mikelats (Mauvais esprit) | Mikelats (Mauvais esprit) | Mikelats (Mauvais esprit) | Mikelats (Mauvais esprit) |  |  | Atarabi (Bon esprit) | Atarabi (Bon esprit) | Atarabi (Bon esprit) | Atarabi (Bon esprit) | Atarabi (Bon esprit) | Atarabi (Bon esprit) |               |               |                                 |                                 |                                 |                                 | Eguzki Amandre (La grand-mère soleil) | Eguzki Amandre (La grand-mère soleil) | Eguzki Amandre (La grand-mère soleil) | Eguzki Amandre (La grand-mère soleil) | Eguzki Amandre (La grand-mère soleil) | Eguzki Amandre (La grand-mère soleil) |                              |                              | Ilargi Amandre (La grand-mère lune) | Ilargi Amandre (La grand-mère lune) | Ilargi Amandre (La grand-mère lune) | Ilargi Amandre (La grand-mère lune) | Ilargi Amandre (La grand-mère lune) | Ilargi Amandre (La grand-mère lune) |  |  |
|                      |                      |                      |                      |                                   |                                   |                                   |                                   |                                   |                                   |                       |                       |                                     |                           |                           |                           |                           |                           |  |  |                      |                      |                      |                      |                      |                      |               |               |                                 |                                 |                                 |                                 |                                       |                                       |                                       |                                       |                                       |                                       |                              |                              |                                     |                                     |                                     |                                     |                                     |                                     |  |  |
|                      |                      |                      |                      |                                   |                                   |                                   |                                   |                                   |                                   |                       |                       |                                     |                           |                           |                           |                           |                           |  |  |                      |                      |                      |                      |                      |                      |               |               |                                 |                                 |                                 |                                 |                                       |                                       |                                       |                                       |                                       |                                       |                              |                              |                                     |                                     |                                     |                                     |                                     |                                     |  |  |
|                      |                      |                      |                      |                                   |                                   |                                   |                                   |                                   |                                   |                       |                       | Amilamia (Bienfaisante)             | Amilamia (Bienfaisante)   | Amilamia (Bienfaisante)   | Amilamia (Bienfaisante)   | Amilamia (Bienfaisante)   | Amilamia (Bienfaisante)   |  |  | Urtzi (Dieu du ciel) | Urtzi (Dieu du ciel) | Urtzi (Dieu du ciel) | Urtzi (Dieu du ciel) | Urtzi (Dieu du ciel) | Urtzi (Dieu du ciel) |               |               | Basajaun (Seigneur de la forêt) | Basajaun (Seigneur de la forêt) | Basajaun (Seigneur de la forêt) | Basajaun (Seigneur de la forêt) | Basajaun (Seigneur de la forêt)       | Basajaun (Seigneur de la forêt)       |                                       |                                       | Basandere (Dame de la forêt)          | Basandere (Dame de la forêt)          | Basandere (Dame de la forêt) | Basandere (Dame de la forêt) | Basandere (Dame de la forêt)        | Basandere (Dame de la forêt)        |                                     |                                     |                                     |                                     |  |  |
|                      |                      |                      |                      |                                   |                                   |                                   |                                   |                                   |                                   |                       |                       | Amilamia (Bienfaisante)             | Amilamia (Bienfaisante)   | Amilamia (Bienfaisante)   | Amilamia (Bienfaisante)   | Amilamia (Bienfaisante)   | Amilamia (Bienfaisante)   |  |  | Urtzi (Dieu du ciel) | Urtzi (Dieu du ciel) | Urtzi (Dieu du ciel) | Urtzi (Dieu du ciel) | Urtzi (Dieu du ciel) | Urtzi (Dieu du ciel) |               |               | Basajaun (Seigneur de la forêt) | Basajaun (Seigneur de la forêt) | Basajaun (Seigneur de la forêt) | Basajaun (Seigneur de la forêt) | Basajaun (Seigneur de la forêt)       | Basajaun (Seigneur de la forêt)       |                                       |                                       | Basandere (Dame de la forêt)          | Basandere (Dame de la forêt)          | Basandere (Dame de la forêt) | Basandere (Dame de la forêt) | Basandere (Dame de la forêt)        | Basandere (Dame de la forêt)        |                                     |                                     |                                     |                                     |  |  |
|                      |                      |                      |                      |                                   |                                   |                                   |                                   |                                   |                                   |                       |                       |                                     |                           |                           |                           |                           |                           |  |  |                      |                      |                      |                      |                      |                      |               |               |                                 |                                 |                                 |                                 |                                       |                                       |                                       |                                       |                                       |                                       |                              |                              |                                     |                                     |                                     |                                     |                                     |                                     |  |  |
|                      |                      |                      |                      |                                   |                                   |                                   |                                   |                                   |                                   |                       |                       | Laminak (Petits êtres fantastiques) |                           |                           |                           |                           |                           |  |  |                      |                      |                      |                      |                      |                      |               |               |                                 |                                 |                                 |                                 |                                       |                                       |                                       |                                       |                                       |                                       |                              |                              |                                     |                                     |                                     |                                     |                                     |                                     |  |  |